# Adam Wickmer
Adam Wickmer (falecido em 1384) foi um clérigo e académico inglês no século XIV.
Wickmer (algumas fontes Walker) tornou-se director do Trinity Hall, Cambridge, em 1355. Ele desempenhou funções clericais em South Malling e em Hockwold.